# 太鲁阁艾
太鲁阁艾（学名：Artemisia somai var. batakensis）为菊科蒿属下的一个变种。

## 扩展阅读
- 維基物種上的相關：太鲁阁艾